# Sandy Ground

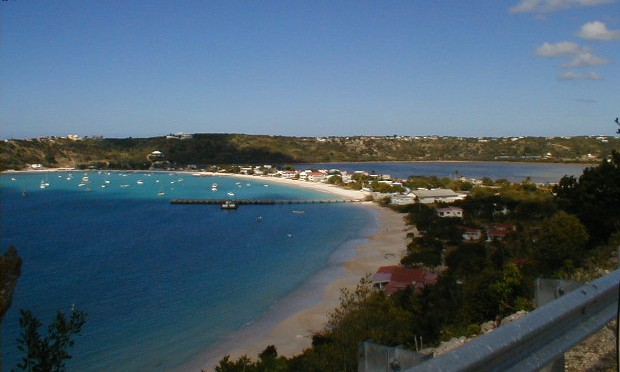
Utsikt över Sandy Ground

Sandy Ground är ett samhälle där Anguillas huvudsakliga hamn är belägen. I hamnen finns fiskebåtar och fritidsbåtar. Längs bukten finns en lång sandstrand och en stor saltbassäng, allt inramat av höga klippor.
Antalet invånare i Sandy Ground är 274 personer (2001).